# Дженніфер Ґренголм
Дже́нніфер Ма́лгерн Ґре́нголм (англ. Jennifer Mulhern Granholm; нар. 5 лютого 1959, Ванкувер, Канада) — американська політична та державна діячка, членкиня Демократичної партії. Міністерка енергетики з 25 лютого 2021 року. Губернаторка штату Мічиган з 2003-го до 2011 рік. Юристка за освітою. Католичка.

## Життєпис
17 грудня 2020 року обраний президент США Джо Байден оголосив, що висуне Ґренголм на посаду міністра енергетики.
Затверджена Сенатом 64 голосами проти 35, склала присягу 25 лютого 2021.
23 серпня 2021 року представляла США на Кримській платформі.